# James Noel Adams
James Noel Adams FBA, FAHA, MAE, CBE (* 24. September 1943 in Sydney, New South Wales; † 11. Oktober 2021) war ein australischer Klassischer Philologe (Latinist). Er publizierte als J. N. Adams.

## Leben
Er besuchte die North Sydney Boys' High School und die Universität Sydney, wo er mit first class honours graduiert und mit der Universitätsmedaille für Latein (1964) ausgezeichnet wurde. Von 1967 bis 1970 war er Commonwealth-Stipendiat am Brasenose College der Universität Oxford, wo er 1970 auch promoviert wurde (DPhil). Später hatte er Stellen am Christ’s College in Cambridge (Rouse Research Fellow in Classics 1970–1972), an der Universität Manchester (1972 bis 1995, zuletzt als Professor für Latein), am St. Johns College in Oxford (Visiting Senior Research Fellow 1994–1995) und der University of Reading (Professor für Latein 1995–1997). Von 1998 bis 2010 war er Senior Research Fellow am All Souls College in Oxford. 1992 wurde er zum Fellow der British Academy gewählt und 2009 mit der Kenyon Medal for Classical Studies der British Academy ausgezeichnet. Er war Ehrenmitglied des Brasenose College Oxford. 2007 wurde er zum Mitglied der Academia Europaea gewählt. „For services to Latin scholarship“ wurde er 2015 zum Commander of the Order of the British Empire (CBE) ernannt.

## Forschung
Adams’ Publikationen sind weitgehend volkssprachlichen, nicht-literarischen, technischen und regionalen Varietäten der lateinischen Sprache gewidmet. Seine Monographie The Latin Sexual Vocabulary (1982) avancierte zu einem unverzichtbaren Standardwerk und blieb mehr als 30 Jahre lang im Druck. Eine Trilogie befasst sich mit der Zweisprachigkeit und der lateinischen Sprache (2003), mit der regionalen Diversifizierung des Lateins (2007) und mit der Sozialen Variation der lateinischen Sprache (2013) und greift somit viele Aspekte der Variation innerhalb des Lateins auf, wie es sich zu den romanischen Sprachen entwickelte. Er behandelte auch die antike Veterinärmedizin und neuentdecktes nicht-literarisches Latein, blieb aber auch am literarischen Latein interessiert.

## Schriften (Auswahl)
- The Text and Language of a Vulgar Chronicle. (Anonymus Valesianus II) (= Bulletin of the Institute of Classical Studies. Supplement 36). University of London, Institute of Classical Studies, London 1976, ISBN 0-900587-33-4.
- The Vulgar Latin of the Letters of Claudius Terentianus (P. Mich. VIII. 467-72) (= Publications of the Faculty of Arts of the University of Manchester. Band 23). Manchester University Press, Manchester 1977, ISBN 0-7190-1289-9.
- The Latin Sexual Vocabulary. Duckworth, London 1982, ISBN 0-7156-1648-X.
  - Italienische Übersetzung: Il vocabolario del sesso a Roma. Analisi del linguaggio sessuale nella latinità. Traduzione italiana di Maria Laetitia Riccio Coletti ed Enrico Riccio. Argo, Lecce 1996, ISBN 88-86211-63-5.
- Wackernagel’s Law and the Placement of the Copula esse in Classical Latin (= Proceedings of the Cambridge Philological Society. Supplement 18). Cambridge Philological Society, Cambridge 1994, ISBN 0-906014-17-4.
- Pelagonius and Latin Veterinary Terminology in the Roman Empire (= Studies in ancient medicine. Band 11). Brill, Leiden 1995, ISBN 90-04-10281-7.
- Bilingualism and the Latin Language. Cambridge University Press, Cambridge 2003, ISBN 0-521-81771-4.
- The Regional Diversification of Latin 200 BC – AD 600. Cambridge University Press, Cambridge 2003, ISBN 0-521-88149-8.
- Social Variation and the Latin Language. Cambridge University Press, Cambridge 2003, ISBN 978-0-521-88614-7.
- (Hrsg. mit Anna Chahoud, Giuseppe Pezzini, Charlie Kerrigan): Early Latin: constructs, diversity, reception. Cambridge University Press, Cambridge; New York 2023. – Rezension von Nicholas Zair, Bryn Mawr Classical Review 2024.09.04